# 497 f.Kr.

Karta över det joniska upproret 499–493 f.Kr.

## Händelser

### Efter plats

#### Grekland
- Artybios slår ner upproret på Cypern, som är en del av det pågående joniska upproret.
- Perserna inleder ett fälttåg mot Hellesponten och senare även mot Karien. Under fälttåget i Karien blir Miletos tyrann Aristagoras besegrad av den persiske kungen Dareios I och tvingas fly till Thrakien, där han dör inom kort.

#### Romerska republiken
- 17 december – Ett tempel till guden Saturnus ära invigs i Rom.

#### Kina
- Staden Tianjin grundas.

## Födda
- Sofokles, atensk dramatiker och statsman (född detta eller nästa år; död 406 f.Kr.)

## Avlidna
- Aristagoras, tyrann i staden Miletos och ledare för det joniska upproret